# Salmo 76
El salmo 76  es, según la numeración hebrea, el  septuagésimo sexto salmo del Libro de los salmos de la Biblia. Corresponde al salmo 75 según la numeración de la Biblia Septuaginta griega, empleada también en la Vulgata latina. Por este motivo, recogiendo la doble numeración, a este salmo también se le refiere como el salmo 76 (75).
Este salmo explica que Judá e Israel son nombres para personas elegidas .

## Contenido
El Salmo se divide en dos partes (76,2–7, 8–13). La pieza tiene un carácter de acción de gracias, alabando a Dios por la victoria sobre el enemigo. El deber del vencedor era ofrecer regalos a Dios, que eran el botín obtenido de los enemigos derrotados. La derrota de los adversarios significó que fue YHWH quien reinó en Sion. Se desconocen los hechos históricos mencionados en el Salmo. La pieza puede verse como el manifiesto de Dios contra los intentos de atacar y destruir Jerusalén . El salmista mira al pasado y al futuro, recordando el recuerdo de las victorias de Dios para Israel. Al mismo tiempo, el trabajo se mezcla con la visión de la futura victoria sobre la ira humana. El salmista incluso llega a decir que la ira humana es tan débil que solo puede adorar a Dios. Los últimos versículos hablan de Dios como un gobernante terrible, más poderoso que todos los reyes.
El Dios de Israel es alabado en su morada en el monte Sion. Destruye al enemigo y lo juzga.
- Textos de la fuente principal: Masorético , Septuaginta y Rollos del Mar Muerto .[6][7]
- Este artículo consta de 13 párrafos.
- En la versión de la Nueva Traducción de la Sociedad Bíblica de Indonesia , este salmo se titula "Dios, Juez de todas las naciones".[8]

## Esquema
El salmo podría estructurarse de la siguiente manera: 
1. Versículo 2f: YHWH ha elegido el monte Sion como su morada[9]
2. Versículo 4: El tema: La ruptura de las armas de guerra
3. Versos 5-7: YHWH golpea al terrible ejército que está atacando a Jerusalén
4. Versos 8-10: El temor de la ira de Dios
5. Versículos 11-13: Gracias a los salvos[10]

## Citas
Hay varios enfoques diferentes para las citas: 
- El salmo se refiere al retiro de Senaquerib (Heinrich Ewald, Heinrich Graetz y otros)[11]
- El salmo se puede asignar al período macabeo (Ferdinand Hitzig, Justus Olshausen y otros)[12]
- El salmo es una canción para el acceso de YHWH al trono (Sigmund Mowinckel)[13][14]

## Texto
La siguiente tabla muestra el texto hebreo del salmo con vocales, junto con el texto en griego koiné en la Septuaginta y la traducción al español de la Biblia del Rey Jacobo. Tenga en cuenta que el significado puede diferir ligeramente entre estas versiones, ya que la Septuaginta y el texto masorético provienen de tradiciones textuales diferentes. En la Septuaginta, este salmo está numerado como Salmo 75.
| #      | Hebreo                                                  | Español | Griego |
| ------ | ------------------------------------------------------- | --- | --- |
| [ 18 ] | לַמְנַצֵּ֥חַ בִּנְגִינֹ֑ת מִזְמ֖וֹר לְאָסָ֣ף שִֽׁיר׃                            | (Al músico principal sobre Neginoth, salmo o canto de Asaf.)                                                           | Εἰς τὸ τέλος, ἐν ὕμνοις· ψαλμὸς τῷ ᾿Ασάφ, ᾠδὴ πρὸς τὸν ᾿Ασσύριον. -                                                               |
| 1      | נוֹדָ֣ע בִּיהוּדָ֣ה אֱלֹהִ֑ים בְּ֝יִשְׂרָאֵ֗ל גָּד֥וֹל שְׁמֽוֹ׃                      | En Judá se conoce a Dios: su nombre es grande en Israel.                                                               | ΓΝΩΣΤΟΣ ἐν τῇ ᾿Ιουδαίᾳ ὁ Θεός, ἐν τῷ ᾿Ισραὴλ μέγα τὸ ὄνομα αὐτοῦ.                                                                 |
| 2      | וַיְהִ֣י בְשָׁלֵ֣ם סוּכּ֑וֹ וּמְע֖וֹנָת֣וֹ בְצִיּֽוֹן׃                           | En Salem también está su tabernáculo, y su morada en Sion.                                                             | καὶ ἐγενήθη ἐν εἰρήνῃ ὁ τόπος αὐτοῦ, καὶ τὸ κατοικητήριον αὐτοῦ ἐν Σιών·                                                          |
| 3      | שָׁ֭מָּה שִׁבַּ֣ר רִשְׁפֵי־קָ֑שֶׁת מָגֵ֬ן וְחֶ֖רֶב וּמִלְחָמָ֣ה סֶֽלָה׃                   | Allí quebró las flechas del arco, el escudo, la espada y la batalla. Selah.                                            | ἐκεῖ συνέτριψε τὰ κράτη τῶν τόξων, ὅπλον καὶ ῥομφαίαν καὶ πόλεμον. (διάψαλμα).                                                    |
| 4      | נָ֭אוֹר אַתָּ֥ה אַדִּ֗יר מֵֽהַרְרֵי־טָֽרֶף׃                                | Tú eres más glorioso y excelente que las montañas de presa.                                                            | φωτίζεις σὺ θαυμαστῶς ἀπὸ ὀρέων αἰωνίων·                                                                                          |
| 5      | אֶשְׁתּֽוֹלְל֨וּ ׀ אַבִּ֣ירֵי לֵ֭ב נָמ֣וּ שְׁנָתָ֑ם וְלֹֽא־מָצְא֖וּ כׇל־אַנְשֵׁי־חַ֣יִל יְדֵיהֶֽם׃ | Los valientes están desanimados, han dormido su sueño, y ninguno de los hombres poderosos ha encontrado sus manos.     | ἐταράχθησαν πάντες οἱ ἀσύνετοι τῇ καρδίᾳ, ὕπνωσαν ὕπνον αὐτῶν καὶ οὐχ εὗρον οὐδὲν πάντες οἱ ἄνδρες τοῦ πλούτου ταῖς χερσὶν αὐτῶν. |
| 6      | מִ֭גַּעֲרָ֣תְךָ אֱלֹהֵ֣י יַעֲקֹ֑ב נִ֝רְדָּ֗ם וְרֶ֣כֶב וָסֽוּס׃                        | A tu reprensión, oh Dios de Jacob, tanto los carros como los caballos son arrojados a un sueño mortal.                 | ἀπὸ ἐπιτιμήσεώς σου, ὁ Θεὸς ᾿Ιακώβ, ἐνύσταξαν οἱ ἐπιβεβηκότες τοῖς ἵπποις.                                                        |
| 7      | אַתָּ֤ה ׀ נ֥וֹרָא אַ֗תָּה וּמִֽי־יַעֲמֹ֥ד לְפָנֶ֗יךָ מֵאָ֥ז אַפֶּֽךָ׃                  | Tú, solo tú, eres digno de temor; ¿quién puede permanecer ante ti cuando te enojas?                                    | σὺ φοβερὸς εἶ, καὶ τίς ἀντιστήσεταί σοι; ἀπὸ τότε ἡ ὀργή σου.                                                                     |
| 8      | מִ֭שָּׁמַיִם הִשְׁמַ֣עְתָּ דִּ֑ין אֶ֖רֶץ יָֽרְאָ֣ה וְשָׁקָֽטָה׃                         | Hiciste oír el juicio desde los cielos; la tierra temió y se quedó quieta.                                             | ἐκ τοῦ οὐρανοῦ ἠκούτισας κρίσιν, γῆ ἐφοβήθη καὶ ἡσύχασεν                                                                          |
| 9      | בְּקוּם־לַמִּשְׁפָּ֥ט אֱלֹהִ֑ים לְהוֹשִׁ֖יעַ כׇּל־עַנְוֵי־אֶ֣רֶץ סֶֽלָה׃                | Cuando Dios se levantó para juzgar, para salvar a todos los humildes de la tierra. Selah.                              | ἐν τῷ ἀναστῆναι εἰς κρίσιν τὸν Θεὸν τοῦ σῶσαι πάντας τοὺς πραεῖς τῆς γῆς. (διάψαλμα).                                             |
| 10     | כִּֽי־חֲמַ֣ת אָדָ֣ם תּוֹדֶ֑ךָּ שְׁאֵרִ֖ית חֵמֹ֣ת תַּחְגֹּֽר׃                         | Ciertamente la ira del hombre te alabará; el resto de la ira lo refrenarás.                                            | ὅτι ἐνθύμιον ἀνθρώπου ἐξομολογήσεταί σοι, καὶ ἐγκατάλειμμα ἐνθυμίου ἑορτάσει σοι.                                                 |
| 11     | נִ֥דְר֣וּ וְשַׁלְּמוּ֮ לַיהֹוָ֢ה אֱֽלֹהֵ֫יכֶ֥ם כׇּל־סְבִיבָ֑יו יֹבִ֥ילוּ שַׁ֝֗י לַמּוֹרָֽא׃       | Prometed y pagad al Señor vuestro Dios; que todos los que le rodean le traigan ofrendas a aquel que es digno de temor. | εὔξασθε καὶ ἀπόδοτε Κυρίῳ τῷ Θεῷ ἡμῶν· πάντες οἱ κύκλῳ αὐτοῦ οἴσουσι δῶρα                                                         |
| 12     | יִ֭בְצֹר ר֣וּחַ נְגִידִ֑ים נ֝וֹרָ֗א לְמַלְכֵי־אָֽרֶץ׃                         | Él cortará el espíritu de los príncipes; es terrible para los reyes de la tierra.                                      | τῷ φοβερῷ καὶ ἀφαιρουμένῳ πνεύματα ἀρχόντων, φοβερῷ παρὰ τοῖς βασιλεῦσι τῆς γῆς.                                                  |

## Comentarios

### De la iglesia católica

#### A todo el salmo
En el Salmo 76, Dios es reconocido como juez supremo, cuya autoridad se confirma por la victoria concedida a su pueblo. Su juicio, emitido desde el cielo, se cumple en la tierra en favor de los humildes. El salmo inicia proclamando la presencia de Dios en su santuario y su poder (vv. 2-4), lo presenta como vencedor de los enemigos (vv. 5-7) y como juez universal (v. 8), que actúa para salvar a los pobres (vv. 9-11). Termina con una invitación a rendirle votos y ofrendas (vv. 12-13). La manifestación de la ira divina se entiende a la luz de Cristo, quien inauguró el tiempo del juicio, que culminará con su retorno glorioso. San Pablo llama a estar preparados para ese día (1 Co 1,8-9), y el Apocalipsis anticipa el temor que acompañará ese momento final (Ap 6,15-17).

#### A los versículos 2-8
Judá e Israel representan al pueblo elegido en su totalidad, no a los antiguos reinos divididos. "Salem" es otro nombre para Jerusalén, y "Sión" se refiere al monte donde se alzaba el Templo. Las imágenes del versículo 4 aluden probablemente a la liberación de Jerusalén frente al ataque de Senaquerib, con paralelos evidentes en los Salmos 46 y 48. San Jerónimo, en relación con el Salmo 19,5, destaca el vínculo cristológico del versículo 2, aplicándolo a Jesucristo de la siguiente manera:

Antes de que la cruz iluminase el mundo, antes incluso de que el Señor fuera visto en la tierra bien conocido era Dios en Judea, y en Israel era grande su nombre, pero cuando vino el Salvador se extendió el sonido de su voz por toda la tierra, y hasta los confines del mundo sus palabras.

Los versículos 5-7 describen la victoria concedida por Dios en Jerusalén, posiblemente en contraste con otras obtenidas en regiones montañosas. Sin embargo, dado que Jerusalén también se encuentra en un monte, la referencia puede extender el hecho mencionado en el versículo 4 a un ámbito más amplio. El salmista afirma que nadie puede resistir cuando Dios manifiesta su poder. Los términos “terrible” e “ira” reflejan su carácter imponente y se relacionan con textos como Joel 2,11 y Malaquías 3,2.

#### A los versículos 9-13
Dios actúa desde el cielo para liberar a los oprimidos, y para ello somete la soberbia del poder humano (v. 11). La segunda parte del versículo, según el texto hebreo, indica que Dios puede aplazar el castigo para algunos. Sin embargo, en la versión de los Setenta y en la Neovulgata, el sentido cambia: los que escapen del castigo rendirán homenaje al Señor. Se trata de un pasaje de interpretación difícil y con notables variantes textuales. La invitación final se dirige en primer lugar a los israelitas, exhortándolos a cumplir los votos hechos a Dios. Luego se extiende a las naciones, a las que Dios se revela como "Temible", instándolas a presentarle tributos (vv. 12-13).

## Numeración de versos
En la Biblia hebrea , el Salmo 76: 1 comprende la designación
Al Músico principal de Neginoth, Salmo o cántico de Asaf. ( Biblia del Rey Jacobo )
A partir de ese momento, el Salmo 76: 1–12 en las versiones en inglés corresponden a los versículos 2–13 en el texto hebreo.
En la Biblia de Indonesia, este salmo consta de 13 versículos, de los cuales el versículo 1 es la introducción "Al director del coro. Con el toque del arpa. Los Salmos de Asaf. Cantando". ( Nueva traducción de la Sociedad Bíblica de Indonesia ). En la Biblia en inglés, a esta oración introductoria no se le asigna un número de versículo, por lo que solo hay 12 versículos en total, donde el versículo 1 en inglés es el mismo que el versículo 2 en indonesio y así sucesivamente.

### Versículo 11
He aquí, el ardor del corazón del hombre te será acción de gracias, y el resto del ardor del corazón te ceñirás.
La ira de Dios expresada en forma de castigo contra los opresores de su pueblo es para Él acción de gracias por los liberados. La ira de los malvados puede darle a Dios la oportunidad de salvar a su pueblo y hacer grandes cosas por ellos; p.ej. La ira de Faraón contra Israel se convirtió en una oportunidad para que Dios mostrara su poder milagroso al liberar a su pueblo de Egipto ( Éxodo 5: 1-12: 51 ).

## Comentario
Este salmo comparte algunas similitudes con los Salmos Salmo 46 y Salmo 48 , y se ha interpretado como: 
1. una celebración de la victoria israelita sobre sus enemigos
2. una parte del Festival de Año Nuevo en Jerusalén
3. una profecía de la futura victoria de Dios,
4. un elogio post-exilio.[27]

La división del texto (por ejemplo, en la Nueva Versión Estándar Revisada ) suele ser:
1. Versículos 1–3: alabado sea Dios que eligió a Sion como su morada y defendió su ciudad.
2. versículos 4–6: describen la victoria de Dios
3. versículos 7-9: retratan a 'un juez que salva a los humildes'
4. Versículos 10-12: declara que todos los seres humanos adorarán a YHWH y les dirán que cumplan sus votos.[28]

El Sela en los versículos 3 y 9 proporciona una 'estructura triple' con la sección central enfocándose en la 'descripción de Dios'.

## Usos

### Judaísmo
- Se recita el primer día de Sucot .[30]

### Catolicismo
Se recita en la Liturgia de las horas en la hora sexta del segundo domingo. Para facilitar la comprensión se le asigna a cada salmo un título en rojo (rúbrica) que no forma parte del salmo. El título del salmo 76 es Acción de gracias por la victoria.

## Configuraciones musicales
Conjunto de Marc-Antoine Charpentier :
- " Notus in Judea Deus" H.179, para 3 voces, 2 instrumentos de agudos y continuo (1681),
- " Notus in Judea Deus" H.219, para solistas, coro, flautas, cuerdas y continuo (? Principios de la década de 1690).[32]

Conjunto de Jean-Baptiste Lully : LWV 77 - Notus en Iudea Deus, motete.